# Ямская слобода (исторический район Курска)
Ямска́я слобода́ — исторический район современного Железнодорожного округа города Курска, располагающийся на левом берегу реки Тускари выше по течению и к северу от Стрелецкой слободы.

## Происхождение названия
Название района происходит от рода занятий поселившихся там слободчан — ямщиков, обслуживаших почтовые станции — ямы.

## История
Пригородная Ямская слобода существовала уже в первой четверти XVII века, до 1629 года она называлась Ерской,так как на территории слободы было много ручьев и протоков, впадающих в Тускарь. Слободу основали курские ямщики, которые начали строиться в северной части города на правом берегу Тускари, а затем переместились на другой берег реки на пригорок к северу от Стрелецкой слободы. В 1628 году в Ямской слободе уже был храм Введения Пречистой Богородицы с приделом святых мучеников Флора и Лавра. В 1647 году крымские татары совершили очередной набег на Курск, взяли в плен священника и часть населения слободы, другая часть от страха разбежалась, а церковь была разорена.
Основным занятием жителей Ямской слободы было обслуживание почтовых станций (ям). Слобода была населена особой группой государственных крестьян, не плативших подушную подать, но отбывавших тяжелую повинность: ямщики были обязаны содержать почтовых лошадей, за что освобождались от других повинностей, а за требуемую службу получали в награду землю. Им принадлежало 1406 десятин земли, главным образом сенокоса для прокорма лошадей. Ямщики также были освобождены от военной службы. Всё население Ямской слободы было разбито на участки (выти), в каждом из которых по 4 двора и по 28 человек мужского пола. Каждый участок обязывался содержать по три лошади. Донесения, приказы передавались через посыльных, которые ехали по дороге от одной станции к другой. Ямщики всегда ревниво относились к своим правам и не пускали посторонних людей (не ямщиков) к себе: им с большим трудом давали разрешение на право постройки домов, а если такие дома сгорали, то им не давали снова строиться, и их усадьба шла в общее пользование ямщиков.

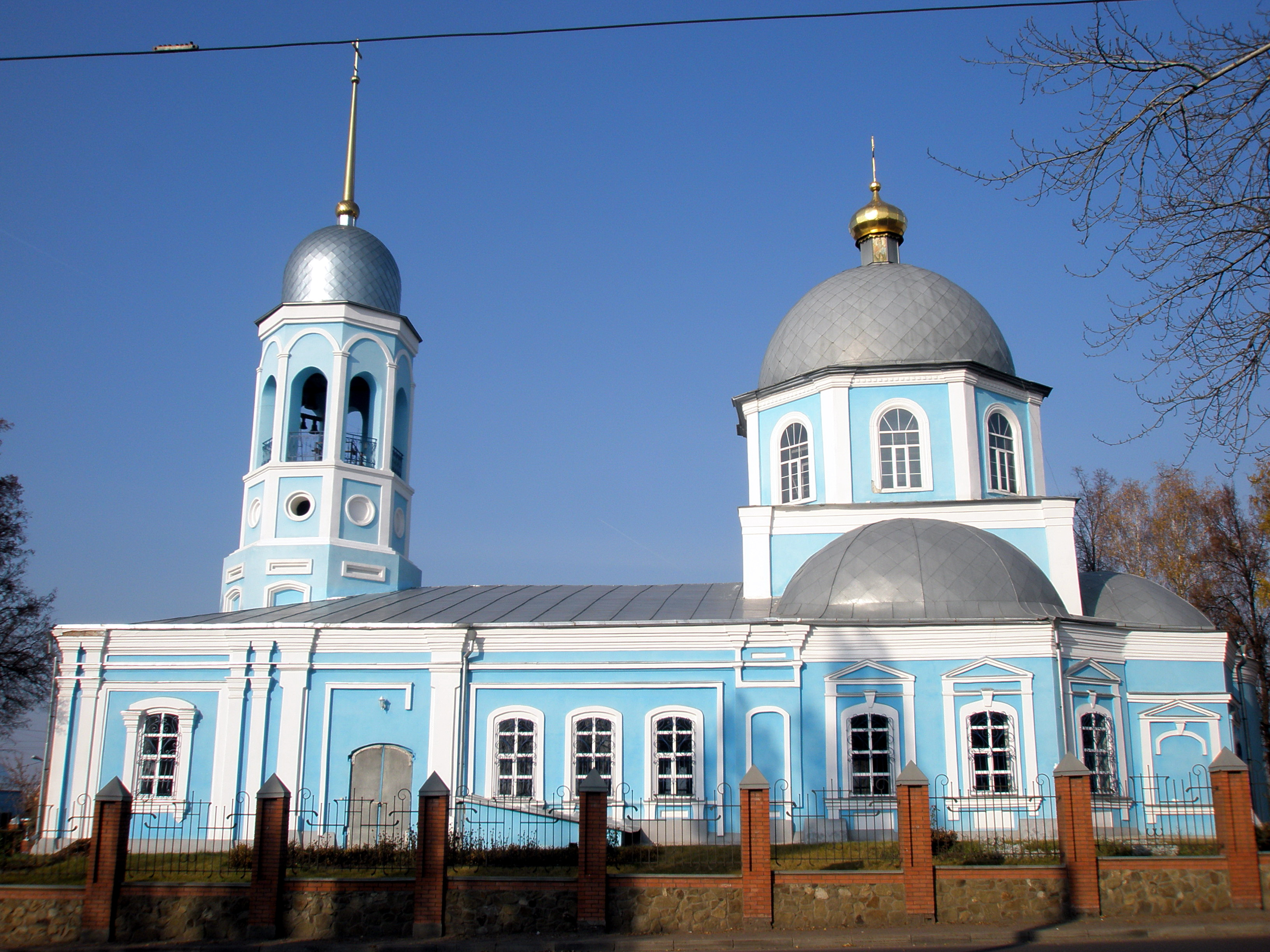
Храм Введения Пресвятой Богородицы во Храм в Ямской слободе

В 1761 году в слободе построили новую Введенскую церковь повыше от расположения прежней, на бугре, так как на старом месте было очень топко. Новый храм стал центром Ямской слободы. Рядом находились базар и постоялые дворы.
В 1787 году Курск посетила императрица Екатерина II. Существует предание, что ямщики, когда императрица въехала в Ямскую слободу, выпрягли коней и на себе везли её карету по дороге 10 верст. Екатерина II щедро наградила ямщиков, прислав им жалованную грамоту на землю и лес по обе стороны дороги, протяжённостью от Ямской слободы на 10 верст — до места, куда они её довезли.
Ямщики сами не занимались земледелием: свои земли они сдавали в аренду, что продолжалось и после того, когда они прекратили заниматься извозом. Сами же занимались ремеслами, крамарством (мелкой меновой торговлей), становились ломовыми извозчиками в Курске. В сравнении с жителями других слобод они были более зажиточными. В Ямской слободе было развито живописное и иконостасное дело, разные производства: мраморное, паркетное, роговое. По переписи населения 1866 года сапожников было 360, кровельщиков — 131, бондарей — 51, портных — 37, кузнецов — 24 и ситников (мастеров, выделывающих сита) — 20. Более зажиточные ямщики занимались промышленностью: в слободе широко развилось веревочное и тряпичное производство.

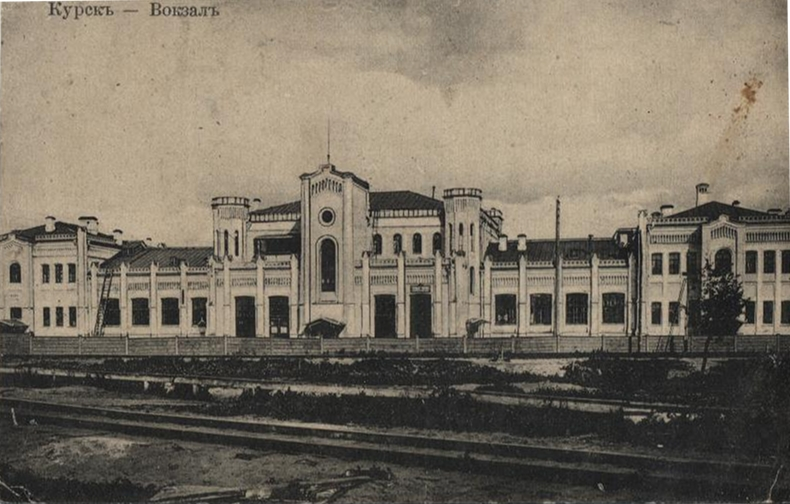
Курск I (Ямской вокзал) в начале XX века

В 1868 году через Ямскую слободу прошла железная дорога Москва — Киев, благодаря чему в ней была построена железнодорожная станция и ремонтные железнодорожные мастерские. В 1869 году была завершена постройка железнодорожного вокзала (Ямской вокзал). В 1893 вступила в строй железная дорога Воронеж — Курск, после чего железнодорожная станция стала узловой.
Административно население Ямской слободы подчинялось уездным властям Курского уезда, а сама слобода являлась волостным центром, в Ямскую волость входила только сама слобода. 22 мая 1921 года Ямская слобода преобразована приказом Курского губисполкома из волостного центра в районный, в ней образован райсовет РКиКД. 14 июня 1924 года воссоздан Ямской волостной исполком Совета РКиКД, слобода укрупнена за счёт включения в неё территории упразднённых Казацкой, Стрелецкой, Каменевской и Чаплыгинской волостей. С этого момента и до конца 1938 года в Ямской слободе было три органа власти: сельский, районный и волостной Советы РКиКД. На основании постановления Президиума ВЦИК от 25 марта 1929 года Ямская слобода переведена в разряд рабочих поселков окружного подчинения, а 20 февраля 1932 года Президиум ВЦИК принял постановление о включении Ямской слободы в городскую черту г. Курска. По ходатайству рабочих железной дороги и пленума поселкового Совета 3 февраля 1935 года Ямская слобода была переименована в посёлок имени Кирова. После разделения 20 мая 1936 года Курска на три района (Дзержинский, Кировский и Ленинский) Ямская слобода была отнесена к Кировскому району города.